# Hanna Klein (atleta)
Hanna Elisabeth Klein (Landau in der Pfalz, 6 de abril de 1993) es una deportista alemana que compite en atletismo, especialista en las carreras de mediofondo.
Ganó dos medallas en el Campeonato Europeo de Atletismo en Pista Cubierta, en los años 2021 y 2023.

## Palmarés internacional
| Campeonato Europeo en Pista Cubierta | Campeonato Europeo en Pista Cubierta | Campeonato Europeo en Pista Cubierta | Campeonato Europeo en Pista Cubierta |
| Año                                  | Lugar                                | Medalla                              | Prueba                               |
| ------------------------------------ | ------------------------------------ | ------------------------------------ | ------------------------------------ |
| 2021                                 | Toruń (Polonia)                      | Medalla de bronce                    | 1500 m                               |
| 2023                                 | Estambul (Turquía)                   | Medalla de oro                       | 3000 m                               |